# Sasha DiGiulian
Sasha DiGiulian, née le 23 octobre 1992 à Alexandria, VA, aux États-Unis, est une grimpeuse professionnelle américaine.
Elle est la troisième femme à avoir réalisé une voie d'escalade dans le neuvième degré, après Josune Bereziartu et Charlotte Durif.

## Biographie
Sasha DiGiulian découvre l'escalade à l'âge de 6 ans lors d'une fête d'anniversaire de son frère; après quelques années, elle commence à participer aux compétitions et gagne notamment les championnats nord-américains d'escalade de difficulté à Denver en 2006 et à Montréal en 2008. Durant ces années, elle pratique autant l'escalade en voie qu'en bloc[réf. souhaitée]. Elle devient professionnelle à l'âge de dix-sept ans.
En juillet 2011, lors des championnats du monde d'escalade à Arco en Italie, elle finit 8e en difficulté, 52e en vitesse et 2e en bloc, ce qui la classe 1re du classement général.
Le 15 octobre 2011, DiGiulian devient la troisième femme à réussir une ascension dans le neuvième degré en réalisant l'ascension de Pure Imagination, une voie cotée 9a et située à Red River Gorge aux États-Unis. Le 25 avril 2012, elle réussit à nouveau une ascension cotée 9a, en réussissant Era Bella à Margalef en Espagne.
Durant l'été 2019, Sasha DiGiulian se rend à Sao Tomé-et-Principe pour tenter l'ascension du Pico Cão Grande, en compagnie de Savannah Cummins et d'Angela Vanwiemeersch. Arrivées à la fin du mois de juillet sur l'île, elles le grimpent le 11 août 2019. Elles deviennent les premières à arriver à son sommet.

## Ascensions remarquables

### En falaise
| Nom              | Site                            | Date            | Commentaires                |
| ---------------- | ------------------------------- | --------------- | --------------------------- |
| Era Bella        | Margalef, Espagne               | 25 avril 2012   | Première ascension féminine |
| Pure Imagination | Red River Gorge, KY, États-Unis | 15 octobre 2011 | Première ascension féminine |

| Nom            | Site                            | Date             | Commentaires |
| -------------- | ------------------------------- | ---------------- | ------------ |
| Cosi Fan Tutte | Rodellar, Espagne               | 3 septembre 2011 | [ 4 ]        |
| Lucifer        | Red River Gorge, KY, États-Unis | 24 mars 2011     | [ 5 ]        |
| Southern Smoke | Red River Gorge, KY, États-Unis | 19 mars 2011     | [ 6 ]        |

| Nom                | Site              | Date              | Commentaires |
| ------------------ | ----------------- | ----------------- | ------------ |
| Aitzol             | Margalef, Espagne | 20 septembre 2011 | [ 7 ]        |
| Welcome to Tijuana | Rodellar, Espagne | 14 août 2010      | [ 8 ]        |

## Palmarès
| Année | Lieu                   | Compétitions                                | Médaille                         |
| ----- | ---------------------- | ------------------------------------------- | -------------------------------- |
| 2006  | Denver, CO, États-Unis | Championnats nord-américain d'escalade 2006 | Médaille d'or en difficulté      |
| 2007  | Ibarra, Équateur       | Coupe du monde d'escalade                   | Médaille de bronze en difficulté |
| 2008  | Montréal, Canada       | Championnats nord-américain d'escalade 2008 | Médaille d'or en difficulté      |
| 2011  | Imst, Autriche         | Coupe d'Europe d'escalade                   | Médaille d'or en difficulté      |

| Année | Lieu                              | Compétitions                               | Médaille                                            |
| ----- | --------------------------------- | ------------------------------------------ | --------------------------------------------------- |
| 2010  | Quito, Équateur                   | Championnats panaméricains d'escalade 2010 | Médaille d'or en difficulté                         |
| 2011  | Arco, Italie                      | Championnats du monde d'escalade 2011      | Médaille d'argent en bloc                           |
| 2012  | San Juan de Los Morros, Venezuela | Championnats panaméricains d'escalade 2012 | Médaille d'or en bloc · Médaille d'or en difficulté |

## Parraineurs
Sasha DiGiulian est parrainée par Adidas, FiveTen Petzl, Entre-Prises climbing wall et Native Eyewear.